# リアリティ・バイツ
『リアリティ・バイツ』（Reality Bites）は、1994年のアメリカ合衆国の映画。恋愛映画、青春映画。ベン・スティラーの初監督作品。

## 概要
1990年代のいわゆるジェネレーションX・MTV世代を描いた映画。原題の "Reality Bites" からも分かる通り、厳しい現実（現実が噛み付いてくる＝現実に直面する＝厳しい現実）に立ち向かう4人の若者を描いた青春群像劇。
ザ・ナック、ビッグ・マウンテン、U2、レニー・クラヴィッツ、ダイナソーJr.、リサ・ローブ&ナイン・ストーリーズらの曲が全篇を彩っている。

## ストーリー
大学を総代で卒業したリレイナはTV局の契約社員として働き始めるが、ひょんなことからクビになってしまう。そんな時、同じように仕事をクビになった大学生時代の男友達トロイとサミーが、リレイナと親友のヴィッキーが住むアパートに転がり込んでくる。4人は半ば強引に共同生活を始める。

## 登場人物
リレイナ・ピアース
演 - ウィノナ・ライダー、日本語吹替 - 小林優子
大学を総代で卒業した優秀な学生だった自分と、現実のつまらない仕事（TV局のAD）の狭間で悩む。ドキュメンタリー制作の仕事を夢見ており、自分たちの生活をビデオカメラで時折撮影している。
トロイ・ダイアー
演 - イーサン・ホーク、日本語吹替 - 関俊彦
リレイナの男友達。哲学科に在籍していたが、中退してしまう。頭は良いようだが、現実を斜めから見ているひねくれ者。真面目に働くのがバカらしいと感じている。バンドでボーカルをしている。
ヴィッキー・マイナー
演 - ジャニーン・ガラファロー、日本語吹替 - 喜田あゆ美
リレイナの女友達。リレイナと共同生活をしている。大学卒業後はGAPで働いている。男性経験は豊富だが、真剣な恋愛には無関心。HIVへの感染を心配している。
サミー・グレイ
演 - スティーヴ・ザーン、日本語吹替 - 高木渉
トロイの男友達。ゲイである自分と両親との関係に悩んでいる。
マイケル・グレイツ
演 - ベン・スティラー、日本語吹替 - 堀内賢雄
MTVの編集局長。ひょんなことからリレイナと出会う。
トム・ピアース
演 - ジョー・ドン・ベイカー、日本語吹替 - 辻親八
リレイナの父。
シャレーヌ・マグレガー
演 - スージー・カーツ
リレイナの母で、トムとは離婚し再婚相手がいる。
グラント・カブラー
演 - ジョン・マホーニー、日本語吹替 - 田原アルノ
TV番組「グラントのモーニング・ショー」司会者。
タミ
演 - レネー・ゼルウィガー
トロイの遊び相手。
ロジャー
演 - キース・デイヴィッド、日本語吹替 - 辻親八
ラジオ局の面接官。
ルイーズ
演 - アン・メイラ
新聞社の面接官。
ホットドッグ店員
演 - デヴィッド・スペード（クレジットなし）
ホットドッグ店のベテランマネージャー。
シェリル・グッド
演 - ジーン・トリプルホーン（クレジットなし）
TV番組「ヒップ・ファッション」のレポーター。

## スタッフ
- 監督：ベン・スティラー
- 製作総指揮：ステイシー・シェア
- 脚本：ヘレン・チャイルドレス
- 製作：ダニー・デヴィート、マイケル・シャンバーグ
- 撮影：エマニュエル・ルベツキ
- 音楽：カール・ウォリンジャー
- 主題歌：リサ・ローブ 「ステイ」

## サウンドトラック
1. 「マイ・シャローナ」 - "My Sharona" / ザ・ナック
2. "Spin The Bottle" / ジュリアナ・ハットフィールド・スリー
3. "Bed Of Roses" / The Indians
4. "When You Come Back To Me" / ワールド・パーティー
5. "Going, Going, Gone" / ザ・ポウジーズ
6. "Stay" / リサ・ローブ&ナイン・ストーリーズ
7. 「オール・アイ・ウォント・イズ・ユー」 - "All I Want Is You" / U2
8. "Locked Out" / クラウデッド・ハウス
9. "Spinning Around Over" / レニー・クラヴィッツ
10. "I'm Nuthin'" / イーサン・ホーク
11. "Turnip Farm" / ダイナソーJr.
12. "Revival" / Me Phi Me
13. "Tempted" / スクイーズ
14. 「君を求めて」 - "Baby, I Love Your Way" / ビッグ・マウンテン
本編ではオリジナルのピーター・フランプトンのヴァージョンが使われている。
15. "Rock & Roll (Part 2)" / ゲイリー・グリッター